# Monodontomerus indiscretus
Monodontomerus indiscretus is een vliesvleugelig insect uit de familie Torymidae. De wetenschappelijke naam is voor het eerst geldig gepubliceerd in 1941 door Gahan.